# LILAC (아이유의 음반)
LILAC(라일락)은 대한민국의 가수 아이유의 다섯 번째 정규 음반으로, 2021년 3월 25일에 발매되었다. 발매년도 기준 한국식 나이로 29살인 아이유가 20대를 마무리하면서 지금까지 자신을 지켜봐 준 모든 사람들에게 감사 인사를 전하는 앨범이다.

## 특징
- 20대의 마지막에 대해 화려한 인사를 예고했던 아이유의 정규앨범이다.
- 수록곡 중 Celebrity는 2021년 1월 27일에 선공개되었다.
- 라일락과 Coin이 모두 타이틀 곡인, 더블 타이틀 앨범이다.
- 라일락 뮤직비디오는 3월 25일, Coin 뮤직비디오는 3월 26일에 공개되었다.

## 수록곡
| #            | 제목                     | 작사                | 작곡                                                                                              | 재생 시간 |
| ------------ | ------------------------ | ------------------- | ------------------------------------------------------------------------------------------------- | --------- |
| 1.           | 〈라일락〉               | 아이유              | 임수호, Dr.JO, 웅킴, N!ko                                                                         | 03:34     |
| 2.           | 〈Flu〉                  | 아이유              | 라이언 전, Martin coogan, Madilyn Bailey, Zacchariah Palmber, London Jackson, Jacob Chatelain     | 03:08     |
| 3.           | 〈Coin〉                 | 아이유              | Poptime, kako, 아이유                                                                             | 03:13     |
| 4.           | 〈봄 안녕 봄〉           | 아이유              | 나얼                                                                                              | 05:24     |
| 5.           | 〈Celebrity〉            | 아이유              | 라이언 전, Jeppe London Bilsby, Lauritz Enil Christiansen, 아이유, Chloe Latimer, Celine Svanback | 03:13     |
| 6.           | 〈돌림노래 (Feat.DEAN)〉 | 아이유, Deanfluenza | 빅우상, JUNNY, Deanfluenza, jane                                                                  | 03:09     |
| 7.           | 〈빈 컵 (Empty Cup)〉    | 아이유              | WOOGIE, PENOMECO                                                                                  | 02:19     |
| 8.           | 〈아이와 나의 바다〉     | 아이유              | 제휘, 김희원                                                                                      | 05:16     |
| 9.           | 〈어푸 (Ah puh)〉        | 아이유, 이찬혁      | 이찬혁, PEEJAY                                                                                    | 03:20     |
| 10.          | 〈에필로그〉             | 아이유              | 심은지, SUMIN, 김수영, 임금비                                                                     | 03:49     |
| 총 재생 시간 | 총 재생 시간             | 총 재생 시간        | 총 재생 시간                                                                                      | 36:27     |